# Smittium cylindrosporum
Smittium cylindrosporum är en svampart som beskrevs av Lichtw. & Arenas 1996. Smittium cylindrosporum ingår i släktet Smittium och familjen Legeriomycetaceae.   Inga underarter finns listade i Catalogue of Life.